# Got to Be Certain
»Got to Be Certain« je dance-pop pesem avstralske pevke Kylie Minogue, ki jo je napisala britanska skupina tekstopsicev Stock, Aitken & Waterman. Izšel je preko debitantskega glasbenega albuma Kylie Minogue, Kylie (1988). Pesem je bila na začetku napisana za Mandy Smith, a so njeno različico pesmi izdali šele leta 2005. Glasbeni kritiki so ji dodelili mešane ocene. Pesem so spomladi leta 1988 izdali kot tretji singl z albuma in postala prva pesem Kylie Minogue, ki je debitirala na vrhu avstralske glasbene lestvice. Poleg tega je zasedla tudi prvo mesto belgijske in finske lestvice. Uvrstila se je med prvih deset pesmi na britanski, nemški, novozelandski, francoski in južnoafriški lestvici.

## Videospot
Videospot za pesem »Got To Be Certain« je režiral Chris Langman, posneli pa so ga v aprilu 1988 v Melbourneu, Avstralija. Posneli so štiri različne verzije videospota, a so kot uradno različico videospota izdali samo eno.

## Dosežki na lestvicah
2. maja 1988 je pesem »Got to Be Certain« izšla v Združenem kraljestvu. Tam je debitirala na petnajstem mestu glasbene lestvice in tako postala druga britanska uspešnica Kylie Minogue. Nazadnje je pesem zasedla drugo mesto lestvice in tam ostala tri zaporedne tedne. Tam je nazadnje prodala 278.000 izvodov. Tudi drugod je bila pesem izredno uspešna. Prvo mesto je zasedla na lestvicah v sedmih državah, med drugim tudi na Finskem in v Izraelu. Pesem je na Švedskem prodala 17.227 izvodov. Na novozelandski lestvici je pesem zasedla drugo mesto in tam ostala štirinajst tednov. Takrat je postala njen najuspešnejši singl na Novi Zelandiji.
Pesem »Got to Be Certain« je postala drugi singl Kylie Minogue, ki je zasedel prvo mesto na avstralski lestvici; tam je ostal tri tedne.

## Nastopi v živo
Kylie Minogue je s pesmijo »Got to Be Certain« nastopila na naslednjih turnejah:
- Disco in Dream/The Hitman Roadshow
- Enjoy Yourself Tour
- Rhythm of Love Tour
- Let's Get to It Tour
- Showgirl: The Greatest Hits Tour
- Showgirl: The Homecoming Tour
- For You, For Me Tour (samo na koncertih v Las Vegasu)

S pesmijo je nastopila tudi v oddaji The Kylie Show.

## Formati in seznam verzij
CD s singlom
1. »Got to Be Certain« (razširjeni remix) - 6:36
2. »I Should Be So Lucky« (razširjeni remix) - 6:08
3. »Got To Be Certain« (remix Ducka, Billa in Platter Plusa - Inštrumentalno) - 3:17

7-inčna vinilka
1. »Got to Be Certain« - 3:17
2. »Got to Be Certain« (remix Ducka, Billa in Platter Plusa - Inštrumentalno) - 3:17

Gramofonska plošča s singlom
1. »Got to Be Certain« (razširjeni remix) - 6:36
2. »Got to Be Certain« (remix Ducka, Billa in Platter Plusa - Inštrumentalno) - 3:17
3. »Got to Be Certain« - 3:17

Gramofonska plošča z remixi
1. »Got to Be Certain« (Ashes to Ashes - Dodatni remix) - 6:52
2. »Got to Be Certain« (remix Ducka, Billa in Platter Plusa - Inštrumentalno) - 3:17
3. »Got to Be Certain« - 3:17

iTunesov digitalni EP - Remixi
(Ob izidu ni bil na voljo. iTunes ga je prvič izdal preko založbe PWL leta 2009.)
1. »Got to Be Certain«
2. »Got to Be Certain« (razširjeni remix)
3. »Got to Be Certain« (Ashes to Ashes - Dodatni remix)
4. »Got to Be Certain« (Remix Ducka, Billa in Platter Plusa - Inštrumentalno)
5. »Got to Be Certain« (spremljevalna pesem)
6. »Love at First Sight« (inštrumentalno)
7. »Love at First Sight« (spremljevalna pesem)

## Dosežki na lestvicah

### Dosežki
| Lestvica (1988)                        | Dosežek |
| -------------------------------------- | ------- |
| Avstralija (ARIA)                      | 1       |
| Avstrija (Ö3 Austria Top 75)           | 9       |
| Belgija (Ultratop)                     | 1       |
| Danska (Tracklisten)                   | 6       |
| Evropa (Eurochart Hot 100)             | 3       |
| Finska (Suomen virallinen lista)       | 1       |
| Francija (SNEP)                        | 9       |
| Nemčija (Media Control Charts)         | 6       |
| Irska (IRMA)                           | 6       |
| Nova Zelandija (RIANZ)                 | 2       |
| Norveška (VG-lista)                    | 4       |
| Švedska (Sverigetopplistan)            | 19      |
| Švica (Media Control Charts)           | 8       |
| Združeno kraljestvo (UK Singles Chart) | 2       |

| Lestvica ob koncu leta (1988)       | Dosežek |
| ----------------------------------- | ------- |
| Avstralija (ARIA)                   | 18      |
| Velika Britanija (UK Singles Chart) | 21      |